# 蝸牛與黃鸝鳥
蝸牛與黃鸝鳥，是一首台湾的国语民歌、童谣，由中華民國著名音乐家左宏元创作，約完成於1970年代末，首次出版收錄於1979年台湾歌手銀霞的《回答》(《蘭花草》)專輯。

## 词曲作者
在早期黑胶唱片的内页中，唱片公司曾对此歌曲标注这样一段话：
本曲歌词风格类似童话寓言，虽然非常口语化，但却充满哲理和幽默感。歌曲节奏简洁明快，旋律活泼，充分表达歌词的谐趣性，难怪它会风行于各级学校及山间水畔。聪明的你！要当蜗牛？黄鹂鸟？还是葡萄树？
我们急切地问（找）：作者你在哪里？请与我们联系，我们热切地盼望你的指教。
由此，唱片公司最初在出版这首歌的时候还并不知道其真实作者是谁。而这张专辑其他一些版本中，歌词内页却出现了「作词：陈弘文、作曲：林建昌」的标注，也因此，后来很多资料都是把这两个人名算作词曲作者。
但是，在很多年后左宏元的访谈中，他曾多次提到这首歌的原作者是他本人。并且，在2009年金牌大风出版的杨沛宜《歌唱祖国》专辑歌词内页中，出版单位已经把词曲作者标注为「TSO HONG YUEN」，即左宏元的英文译名。由此，可以确定这首歌的真实作者，即是左宏元，而陈弘文和林建昌，极有可能是当年唱片公司因为找不到真正作者而杜撰出的两个虚假人名。